# L.A. Apocalypse - Apocalisse a Los Angeles
L. A. Apocalypse - Apocalisse a Los Angeles (LA Apocalypse) è un film del 2015 di Michael J. Sarna.
Non va confuso col film L.A. Zombie - L'ultima apocalisse (Apocalypse L.A.) del 2014 di Turner Clay.

## Trama
Per oltre cinque miliardi di anni, il nucleo della Terra ha lavorato instancabile come un grosso reattore nucleare. Oggi, però, niente è più come prima, ed è prossimo ad esplodere, con la superficie terrestre che lentamente inizia a dare i primi segnali di cedimento: devastanti terremoti stanno, infatti, interessando ogni angolo del globo, soprattutto Los Angeles, che è gravemente colpita da forti scosse telluriche che hanno distrutto numerosi edifici e danneggiato gli altri, con delle fuoriuscite di gas ovunque e formazione di miscele esplosive nell'aria. Calvin Hopkins (David Cade) aveva intenzione di fare la proposta di matrimonio alla sua ragazza Ashley (Gina Holden) proprio in quel giorno, ma il precipitare degli eventi rende adesso necessario salvarla, tirandola fuori da un seminterrato sepolto sotto le macerie, dove è riuscita a mettersi al riparo con dei colleghi e con delle colleghe di lavoro. Intanto in città, il caos regna sovrano, e il terremoto ha causato sia l'evacuazione totale della popolazione dalla città, sia la fuga di un gruppo di detenuti. Il tenente Grisham (Christopher Judge) e Calvin Hopkins si incontrano mentre cercano di salvare alcuni sopravvissuti, ed è proprio Hopkins a salvare la vita del tenente durante uno scontro con gli evasi. Successivamente, sempre cercando di raggiungere Asheley, Hopkins si imbatte nell'agente di polizia Jennifer Mendez (Melina Lizette), che è sulle tracce di uno spietato boss della droga di nome Carlos Dorado (Kamar de los Reyes), che ha ucciso sua madre e molte altre persone. Insieme raggiungono l'edificio danneggiato dove stava lavorando Ashley. Da un detenuto morente fuori dell'ingresso, apprendono che vi sono altri detenuti, e che la ragazza di Hopkins e altre due persone sono tenute come ostaggi in modo da costringere le autorità a fornire un elicottero su cui i malviventi vorrebbero fuggire in Messico. È proprio Carlos a negoziare con il superiore del tenente Grisham, il maggiore Gray (Raymond J. Barry), che sta facendo tutto il possibile per aiutare gli ostaggi, e a tale scopo, ordina a Grisham di recarsi nel luogo in cui si trovano gli evasi. Nel frattempo, Mendez muore a causa di un'esplosione, mentre Hopkins riesce a raggiungere il tenente Grisham appostato fuori dall'edificio dove sono tenuti gli ostaggi, Il tenente ordina a Hopkins di correre su un grattacielo vicino per aspettare l'elicottero richiesto dai criminali, mentre lo stesso Grisham si lascia catturare dai detenuti che lo vogliono impiegare come pilota dell'elicottero che dovrà portarli verso la salvezza e la libertà. Carlos ha, nel frattempo, ucciso uno degli ostaggi, ed è insieme ad una mezza dozzina di detenuti, ai due ostaggi rimasti e al tenente Grisham che si dirigono verso l'elicottero. Il tempo stringe, anche perché sono in arrivo dei bombardieri con il compito di radere al suolo tutto ciò che resta di Los Angeles, in modo da creare uno spazio attraverso cui far sfogare l'eccessiva pressione accumulatasi all'interno della Terra. Carlos, che sa che non tutti i suoi complici avranno posto sull'elicottero, uccide altri detenuti per lui diventati inutili. Nel grattacielo sul cui tetto è atterrato l'elicottero, regna il caos. Qui Hopkins riesce a mettere fuori combattimento gli ultimi due uomini di Carlos, e affronta il malvivente in uno scontro decisivo, uccidendolo alla fine. La scena si conclude sia con l'elicottero che si allontana sempre di più da Los Angeles, che nel frattempo si sta radendo al suolo dalle esplosioni, sia con Hopkins ed Ashley che alla fine riescono a sposarsi baciandosi.

## Distribuzione
- USA: 24 marzo 2015 (DVD première)
- Giappone: 2 maggio 2015 (DVD première)
- Germania: 7 maggio 2015

## Altri titoli
- LA Apocalypse (titolo originale)
- LA Apocalypse: San Andreas (riedizione)
- Repubblica Ceca: Apokalypsa v Los Angeles
- Germania: Apokalypse Los Angeles
- Spagna: Apocalipsis en Los Ángeles
- Francia: Apocalypse Los Angeles
- Italia: L.A. Apocalypse - Apocalisse a Los Angeles
- Giappone: Volcano City (col titolo inglese)
- Polonia: Apokalipsa w LA (titolo in TV)
- Polonia: Apokalipsa w Los Angeles
- Portogallo: Zona de desastre
- Russia: Апокалипсис в Лос-Анджелесе
- Slovacchia: L.A. Apokalypsa
- USA: Doomed Planet (il primo titolo del film prima che diventasse L.A. Apocalypse)